# Paul Konchesky
Paul Martyn Konchesky (sinh ngày 15 tháng 5 năm 1981) là một cầu thủ bóng đá người Anh hiện đang chơi cho Queens Park Rangers (mượn từ Leicester City).

## Tiểu sử
Sinh ở Barking, Greater London, Konchesky học ở trường Eastbrook Comprehensive ở Dagenham, London và chơi cho đội nghiệp dư Great Danes YFC cũng như là sản phẩm của lò đào tạo trẻ Senrab nơi cũng sản sinh ra các tài năng như John Terry và Jermain Defoe. Anh ký hợp đồng với West Ham United từ khi còn là một cậu bé với học viện của đội bóng. Anh mang họ của người ông tới từ Ba Lan.

## Sự nghiệp câu lạc bộ

### Charlton Athletic
Konchesky gia nhập Charlton Athletic trong vai trò của một cầu thủ thử việc vào tháng 8 năm 1997. Anh trở thành cầu thủ trẻ nhất từng ra sân cho Charlton (sau này kỉ lục này bị phá bởi Jonjo Shelvey) khi anh chơi trong trận gặp Oxford United vào tháng 8 năm 1997 ở tuổi 16 và 93 ngày nhưng kể từ đó anh không được ra sân cho tới mùa giải 2000-01 khi anh có 27 lần ra sân, năm đó anh bắt đầu giữ được vị trí chính thức trong đội hình. Vào tháng 6 năm 2003, do khong có nhiều cơ hội ra sân ở vị trí hậu vệ trái, Konchesky đã yêu cầu được ra đi, sau đó đã được Charlton chấp nhận. Tuy nhiên, những lời đề nghị đã không tới nhiều. Thay vào đó anh tới Tottenham Hotspur theo dạng cho mượn. Một chấn thương từ khi còn chơi cho Charlton đã khiến Konchesky bị gọi lại từ Spurs vào tháng 12 năm 2003, khi anh không nằm trong danh sách chuyển nhượng.
Vào tháng 7 năm 2005, Konchesky ký hợp đồng với West Ham United, có tổng cộng 169 lần ra sân cho Charlton ở mọi giải đấu, ghi 6 bàn, và ra sân 15 bàn cho Tottenham.

### Tottenham Hotspur
Vào tháng 9 năm 2003, Konchesky gia nhập Tottenham Hotspur theo dạng cho mượn có thời hạn 1 tháng. Bản hợp đồng sau đó đã được kéo dài và có thời hạn tới tháng 1 năm 2004. Mặc dù Konchesky mong muốn được chuyển hẳn tới Tottenham, không một vụ chuyển nhượng nào được thực hiện.

### West Ham United

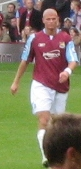
Koncheskey in 2006

Konchesky gia nhập West Ham United vào tháng 7 năm 2005, với mức giá 1,5 triệu bảng. Anh có tổng cộng 45 lần ra sân ở giải nội địa và các cúp ở mùa giải 2005-06, giúp West Ham về đích ở vị trí thứ 9 ở Premier League và vào tới chung kết cúp FA 2006, trận đấu mà anh đã ghi bàn từ một cú tạt bóng nhưng sau đó ở loạt luân lưu anh lại sút hỏng một quả penalty khiến đội bóng của anh bị thua Liverpool sau hiệp chính hoà 3-3. Anh mất vị trí ở đội một ở mùa giải 2006-07, chỉ ra sân đúng 25 lần, và West Ham bị rơi xuống vị trí cầm đèn đỏ sau đó chỉ trụ lại được trong ngày cuối cùng của mùa giải. Anh rời đội bóng vào tháng 7 năm 2007 sau khi có tổng cộng 70 lần ra sân cho West Ham ở giải nội địa và cúp, ghi 2 bàn. Sau khi rời West Ham, Konchesky quay lại chỉ trích huấn luyện viên Alan Curbishley, nói rằng ông khiến các cầu thủ không vui.

### Fulham
Konchesky ký hợp đồng 4 năm với Fulham vào tháng 7 năm 2007 với mức giá 3,25 triệu bảng. Konchesky chơi trận đầu tiên của mùa giải 2008-09 cho Fulham trong trận gặp Hull City A.F.C. nhưng sai lầm của anh đã giúp Hull ghi bàn thắng quyết định của trận đấu. Anh không ra sân trong trận tiếp theo gặp Arsenal do chấn thương nhưng trở lại thi đấu trong trận đấu tiếp theo gặp Bolton Wanderers.Anh ghi bàn đầu tiên cho đội bóng, một cú sút từ khoảng cách 40m vào lưới West Ham, trong trận thua 3-1 ở sân Upton Park, sau đó bàn thắng này được bầu là bàn thắng đẹp nhất tháng 1 năm 2009 và nằm trong danh sách những bàn thắng đẹp nhất mùa giải. Vào tháng 9 năm 2009, Konchesky tiếp tục ghi bàn vào lưới Everton trong chiến thắng 2-1. Liverpool được cho là đã chuẩn bị 3,5 triệu bảng để đưa Konchesky về khi Roy Hodgson bắt đầu công cuộc cải tổ đội bóng. Vào ngày 27 tháng 8 năm 2010, Fulham cho biết đã mua được hậu vệ trái người Mexico Carlos Salcido với mức giá không tiết lộ, điều này khiến khả năng ra đi của Konchesky ngày càng cao. Skysports thông báo rằng vào ngày 27 tháng 8 năm 2010 Konchesky đã tới Liverpool để thực hiện buổi kiểm tra sức khoẻ trước khi chính thức ký hợp đồng với đội bóng này ở mức giá vào khoảng 3 đến 4 triệu bảng.

### Liverpool
Vào ngày 31 tháng 8 năm 2010, Konchesky ký hợp đồng 4 năm cùng Liverpool.

## Thi đấu quốc tế
Konchesky có 15 lần ra sân trong màu áo đội U21 Anh, và có 2 lần ra sân cho đội tuyển bóng đá quốc gia Anh. Anh có trận ra mắt khi vào sân từ hiệp hai trong trận giao hữu gặp đội tuyển bóng đá quốc gia Úc vào tháng 2 năm 2003 và có lần thứ hai ra sân cho đội tuyển khi vào sân ở hiệp hai trận gặp đội tuyển bóng đá quốc gia Argentina vào tháng 11 năm 2005.

## Thống kê sự nghiệp
Tính đến ngày 7 tháng 11 năm 2015 
| Câu lạc bộ               | Mùa giải  | Giải đấu       | Giải đấu | Giải đấu | FA Cup | FA Cup | League Cup | League Cup | Châu Âu | Châu Âu | Tổng cộng | Tổng cộng |
| Câu lạc bộ               | Mùa giải  | Hạng           | Trận     | Bàn      | Trận   | Bàn    | Trận       | Bàn        | Trận    | Bàn     | Trận      | Bàn       |
| ------------------------ | --------- | -------------- | -------- | -------- | ------ | ------ | ---------- | ---------- | ------- | ------- | --------- | --------- |
| Charlton Athletic        | 1997–98   | First Division | 3        | 0        | 0      | 0      | 1          | 0          | -       | -       | 4         | 0         |
| Charlton Athletic        | 1998–99   | Premier League | 2        | 0        | 0      | 0      | 0          | 0          | -       | -       | 2         | 0         |
| Charlton Athletic        | 1999–2000 | First Division | 8        | 0        | 0      | 0      | 2          | 0          | -       | -       | 10        | 0         |
| Charlton Athletic        | 2000–01   | Premier League | 23       | 0        | 2      | 0      | 2          | 0          | -       | -       | 27        | 0         |
| Charlton Athletic        | 2001–02   | Premier League | 34       | 1        | 2      | 0      | 3          | 1          | -       | -       | 39        | 2         |
| Charlton Athletic        | 2002–03   | Premier League | 30       | 3        | 2      | 0      | 1          | 0          | -       | -       | 33        | 3         |
| Tottenham Hotspur (mượn) | 2003–04   | Premier League | 12       | 0        | 0      | 0      | 3          | 0          | -       | -       | 15        | 0         |
| Charlton Athletic        | 2003–04   | Premier League | 21       | 0        | 1      | 0      | 0          | 0          | -       | -       | 22        | 0         |
| Charlton Athletic        | 2004–05   | Premier League | 28       | 1        | 3      | 0      | 0          | 0          | -       | -       | 31        | 1         |
| West Ham                 | 2005–06   | Premier League | 37       | 1        | 7      | 1      | 1          | 0          | -       | -       | 46        | 2         |
| West Ham                 | 2006–07   | Premier League | 22       | 0        | 0      | 0      | 1          | 0          | 2       | 0       | 25        | 0         |
| Fulham                   | 2007–08   | Premier League | 33       | 0        | 2      | 0      | 2          | 0          | -       | -       | 37        | 0         |
| Fulham                   | 2008–09   | Premier League | 36       | 1        | 5      | 0      | 1          | 0          | -       | -       | 42        | 1         |
| Fulham                   | 2009–10   | Premier League | 27       | 1        | 2      | 0      | 0          | 0          | 13      | 0       | 42        | 1         |
| Fulham                   | 2010–11   | Premier League | 1        | 0        | 0      | 0      | 0          | 0          | 0       | 0       | 1         | 0         |
| Liverpool                | 2010–11   | Premier League | 15       | 0        | 0      | 0      | 0          | 0          | 3       | 0       | 18        | 0         |
| Nottingham Forest (mượn) | 2010–11   | Championship   | 15       | 1        | 0      | 0      | 0          | 0          | -       | -       | 15        | 1         |
| Leicester City           | 2011–12   | Championship   | 42       | 2        | 5      | 0      | 1          | 0          | -       | -       | 48        | 2         |
| Leicester City           | 2012–13   | Championship   | 39       | 1        | 3      | 0      | 2          | 0          | -       | -       | 44        | 1         |
| Leicester City           | 2013–14   | Championship   | 31       | 1        | 1      | 0      | 2          | 0          | -       | -       | 34        | 1         |
| Leicester City           | 2014–15   | Premier League | 26       | 1        | 2      | 0      | 1          | 0          | -       | -       | 29        | 1         |
| QPR (mượn)               | 2015–16   | Championship   | 16       | 0        | 0      | 0      | 0          | 0          | -       | -       | 16        | 0         |
| Tổng cộng                | Tổng cộng | Tổng cộng      | 501      | 14       | 35     | 1      | 24         | 1          | 18      | 0       | 581       | 16        |

## Danh hiệu
West Ham United
- Về nhì Cúp FA: 2006

Fulham
- Về nhì UEFA Europa League: 2010